# Camós
Camós è un comune spagnolo di 638 abitanti situato nella comunità autonoma della Catalogna.